# Suore del Buon Samaritano dell'Ordine di San Benedetto
Le Suore del Buon Samaritano dell'Ordine di San Benedetto (in inglese Sisters of the Good Samaritan) sono un istituto religioso femminile di diritto pontificio: le suore di questa congregazione pospongono al loro nome la sigla S.G.S.

## Storia

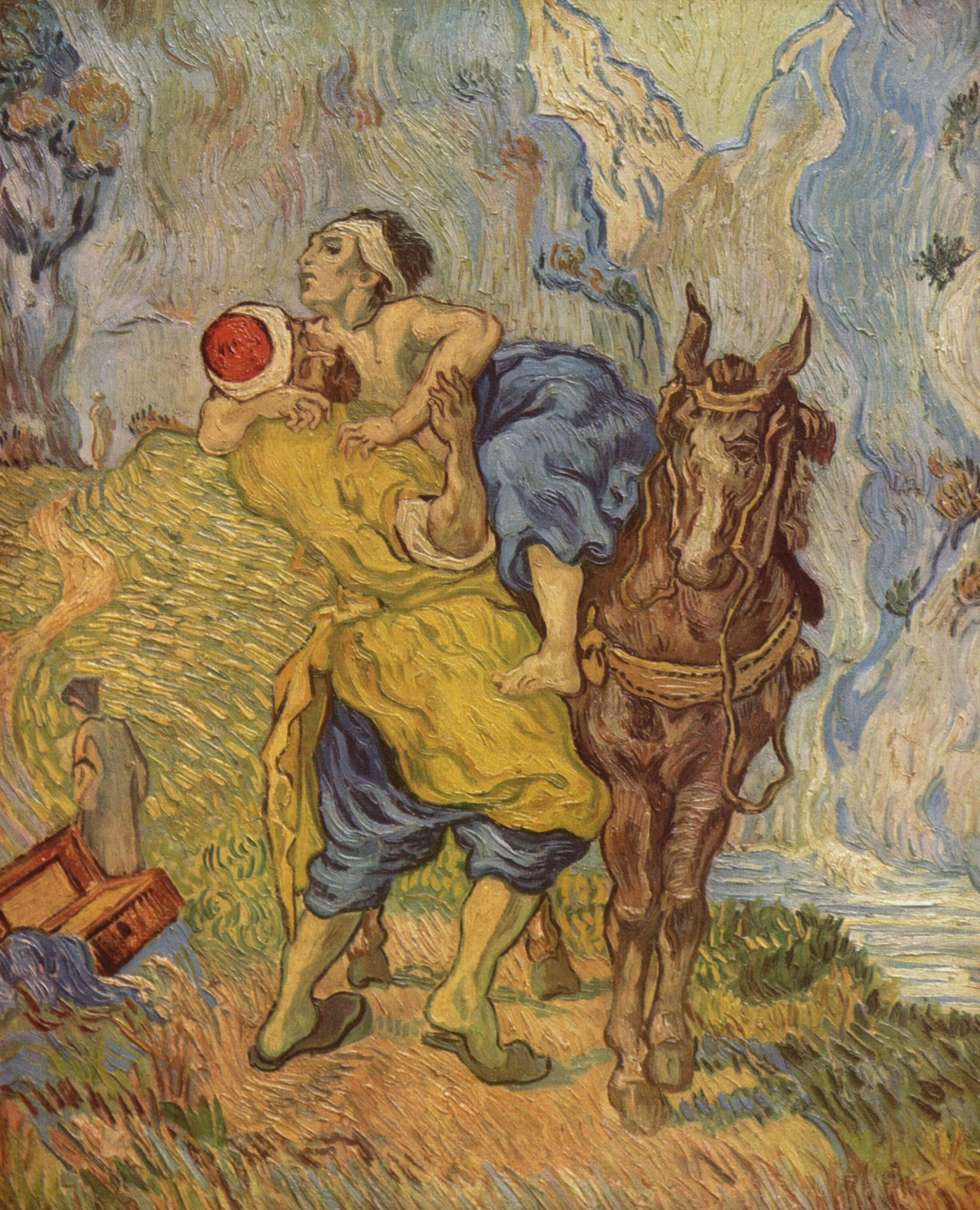
Il buon samaritano: dipinto di Vincent van Gogh

La congregazione, la prima sorta in Australia, venne fondata il 2 febbraio 1857 da John Bede Polding O.S.B, il primo vescovo cattolico di Sydney, per il recupero delle donne traviate.
L'istituzione della nuova famiglia religiosa era stata resa necessaria dal fatto che le Suore della Carità avevano dovuto lasciare la direzione dell'ospizio del Buon Pastore di Sydney, destinato alla rieducazione delle prostitute: l'unica suora rimasta, Maria Scolastica Gibbons, curò la formazione e l'iniziazione alla vita religiosa delle prime aspiranti ed è per questo ritenuta cofondatrice della congregazione.
La regola data da Polding alle sue suore era basata su quella di San Benedetto, con qualche elemento derivato da quella di San Francesco di Sales per le visitandine. La congregazione ottenne il pontificio decreto di lode il 12 giugno 1902 e le sue costituzioni vennero approvate definitivamente dalla Santa Sede il 5 gennaio 1932.

## Attività e diffusione
Le suore del Buon Samaritano operano in scuole, centri educativi per disabili, centri di recupero per donne e orfanotrofi.
Sono presenti in Australia, nelle Filippine, in Giappone e a Kiribati; la sede generalizia è a Five Dock, presso Sydney.
Al 31 dicembre 2008 la congregazione contava 285 religiose in 101 case.